# 사형폐지를 위한 시민적 및 정치적 권리에 관한 국제규약 제1선택의정서

사형폐지를 위한 시민적 및 정치적 권리에 관한 국제규약 제1선택의정서 당사국
당사국
서명국
비당사국

사형폐지를 위한 시민적 및 정치적 권리에 관한 국제규약 제1선택의정서(First Optional Protocol to the International Covenant on Civil and Political Rights)는 시민적 및 정치적 권리에 관한 국제규약(ICCPR)에 대한 개인 진정 메커니즘을 확립하는 국제 조약이다. 1966년 12월 16일 유엔 총회에서 채택되어 1976년 3월 23일 발효되었다. 2024년 7월 기준 116개 당사국과 35개 서명국이 있다. 비준국 중 3개국(벨라루스, 자메이카, 트리니다드 토바고)은 이 의정서를 비난했다.

## 같이 보기
- 사형폐지를 위한 시민적 및 정치적 권리에 관한 국제규약 제2선택의정서